# Kingdoms of Amalur: Reckoning
Kingdoms of Amalur: Reckoning je akční RPG videohra pro Microsoft Windows, PlayStation 3 a Xbox 360.
Hru podle R. A. Salvatoreho vyvinulo Big Huge Games a na vydání spolupracovala 38 Studios se společností Electronic Arts. V Severní Americe byla hra vydána 7. února 2012, v Evropě pak o dva dny později. První představení proběhlo 11. března 2011 na výstavě Penny Arcade Expo.